# (10328) 1991 GC1
1991 جي سي 1 (ويعرف أيضًا باسم (10328) 1991 جي سي 1 وفق تسمية الكوكب الصغير) (بالإنجليزية: 1991 GC1)‏ هو كويكب ضمن حزام الكويكبات؛ وترتيبه 10328 من حيث الاكتشاف.
اكتُشف هذا الجُرم الفلكي بواسطة اليانور إف. هيلين في 10 أبريل 1991.

## وصلات خارجية
- (10328) 1991 GC1 في قاعدة بيانات مختبر الدفع النفاث لأجرام النظام الشمسي الصغيرة

- الاكتشاف · مخطط المدار ·  العناصر المدارية · المعلمات المادية

- (10328) 1991 GC1 على موقع ويكي سكاي: DSS2, SDSS, GALEX, IRAS, Hydrogen α, X-Ray, Astrophoto, Sky Map, Articles and images